# ایستگاه فضایی تیانگونگ

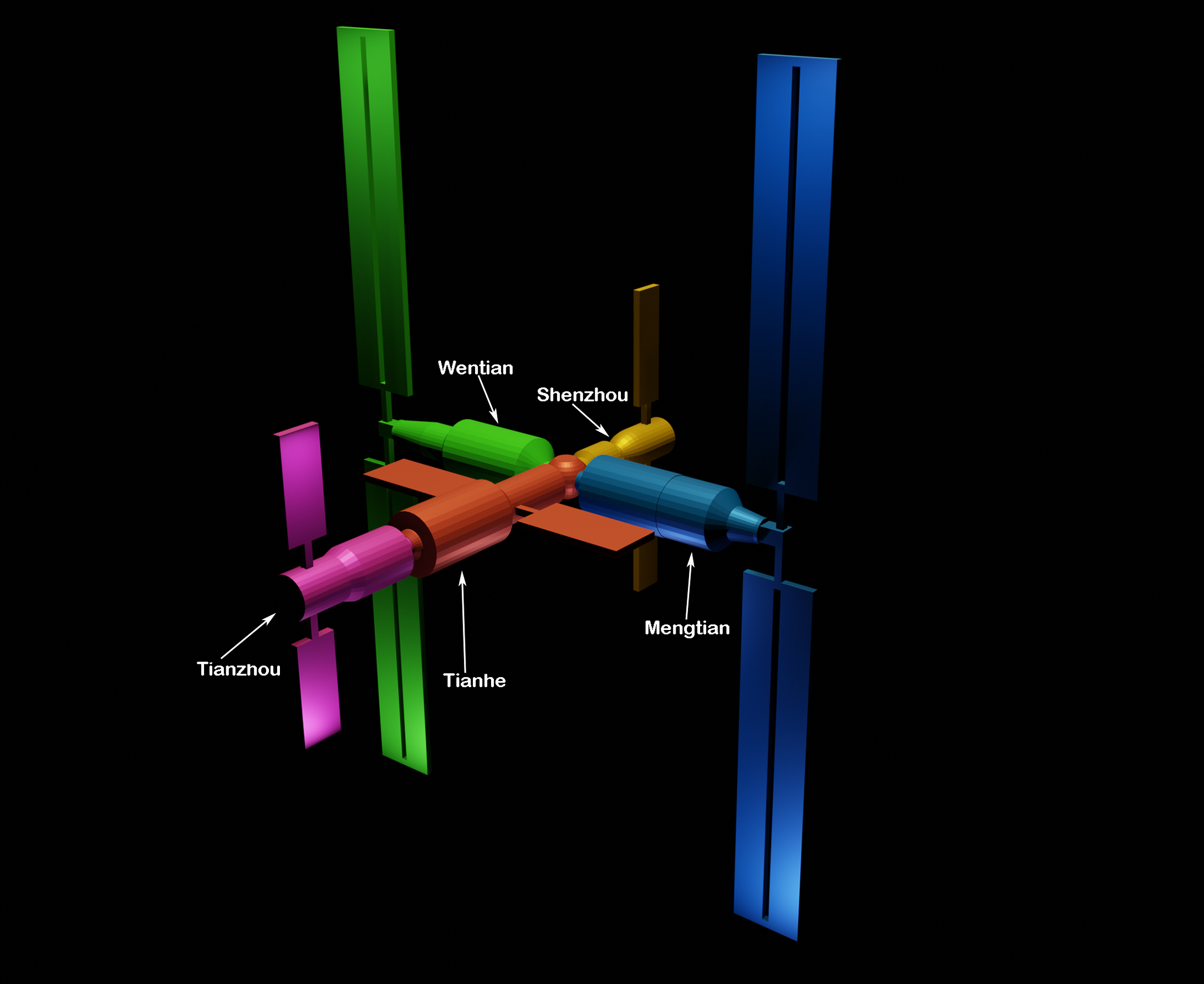
نمایش مقیاس ایستگاه فضایی.

ایستگاه فضایی مدولار بزرگ چین یا ایستگاه فضایی تیانگونگ (به چینی: 天宫؛ پینیین: Tiāngōng؛ روشن شده «کاخ آسمانی»)،و نیز (انگلیسی: Chinese large modular space station) به اختصار (CSS) یک ایستگاه فضایی است که در مدار نزدیک زمین بین ۳۴۰ تا ۴۵۰ کیلومتری سطح زمین قرار دارد. ایستگاه فضایی چین تقریباً یک پنجم جرم ایستگاه فضایی بین‌المللی و تقریباً به اندازهٔ ایستگاه فضایی میر روسی خارج شده خواهد بود. انتظار می‌رود جرم ایستگاه فضایی چینی بین ۸۰ تا ۱۰۰ تن (۱۸۰٬۰۰۰ تا ۲۲۰٬۰۰۰ lb) باشد. عملیات از مرکز کنترل پرواز هوافضای پکن در چین کنترل خواهد شد. تاریخ راه‌اندازی ماژول اصلی، Tianhe ("هارمونی آسمان‌ها") ۲۹ آوریل ۲۰۲۱ بوده‌است.
 ساخت ایستگاه نشانگر فاز سوم برنامه تیان گونگ است، تجربهٔ ایجاد شده از پیش سازهای تیانگونگ ۱ و تیان گونگ ۲. رهبران چینی امیدوارند که تحقیقات انجام شده در این ایستگاه توانایی پژوهشگران را در انجام آزمایش‌های علمی در فضا را فراتر از مدتی که آزمایشگاه‌های فضایی موجود چین ارائه می‌دهند، بهبود بخشد. یک موشک لانگ مارچ ۲اف با یک شنژو (کپسول خدمه و قایق نجات) همیشه برای یک مأموریت نجات اضطراری در حالت آماده باش است.

## نگاه اجمالی
ساخت این ایستگاه نشان‌دهندهٔ مرحلهٔ سوم برنامه تیان گونگ است. این ایستگاه بر پایهٔ تجربهٔ به‌دست آمده از نمونه‌های قبلی آن: تیانگونگ ۱ و تیان گونگ ۲ است.

## ساختار
CSS یک ایستگاه فضایی مدولار نسل سوم خواهد بود. ایستگاه‌های فضایی نسل اول، مانند سالیوت اولیه، آلماز و اسکای‌لاب، ایستگاه‌های تک قطعه‌ای بودند و برای تأمین مجدد طراحی نشده‌بودند. ایستگاه‌های نسل دوم سالیوت ۶ و ۷ و تیانگونگ ۱ و ۲ برای تأمین مجدد وسط مأموریت طراحی شده‌اند. ایستگاه‌های نسل سوم مانند میر، ایستگاه فضایی بین‌المللی و CSS ایستگاه‌های فضایی مدولار هستند که از مدارهای جداگانه پرتاب شده روی مدار جمع می‌شوند. روش‌های طراحی مدولار می‌توانند قابلیت اطمینان را تا حد زیادی بهبود بخشند، هزینه‌ها را کاهش دهند، چرخه توسعه را کوتاه کنند و نیازهای متنوع کار را برآورده کنند.